# Campeonato Europeo de Judo de 1996
El XLIV Campeonato Europeo de Judo se celebró en La Haya (Países Bajos) entre el 16 y el 19 de mayo de 1996 bajo la organización de la Unión Europea de Judo (EJU) y la Unión Neerlandesa de Judo. 

## Medallistas

### Masculino
| Evento            | Oro                           | Plata                       | Bronce                                                       |
| ----------------- | ----------------------------- | --------------------------- | ------------------------------------------------------------ |
| –60 kg            | Guiorgui Vazagashvili Georgia | Nigel Donohue Reino Unido   | Girolamo Giovinazzo · Italia · Franck Chambilly · Francia    |
| –65 kg            | Guiorgui Revazishvili Georgia | Julian Davies Reino Unido   | Peter Schlatter · Alemania · Larbi Benboudaoud · Francia     |
| –71 kg            | Danny Kingston Reino Unido    | Thomas Schleicher · Austria | Christophe Gagliano · Francia · Ilia Chimchiuri · Ucrania    |
| –78 kg            | Djamel Bouras Francia         | Oleg Crețul Moldavia        | Konstantin Savchishkin · Rusia · Patrick Reiter · Austria    |
| –86 kg            | Mark Huizinga · Países Bajos  | Oleg Maltsev · Rusia        | Ryan Birch · Reino Unido · Sergej Klischin · Austria         |
| –95 kg            | Paweł Nastula · Polonia       | Pedro Soares Portugal       | Ghislain Lemaire · Francia · Dmitri Sergueyev · Rusia        |
| +95 kg            | Davit Jajaleishvili Georgia   | Serguei Kosorotov · Rusia   | Selim Tataroğlu · Turquía · Rafał Kubacki · Polonia          |
| Categoría abierta | Indrek Pertelson Estonia      | Selim Tataroğlu Turquía     | Harry Van Barneveld · Bélgica · Ramaz Chochishvili · Georgia |

### Femenino
| Evento            | Oro                                | Plata                           | Bronce                                                            |
| ----------------- | ---------------------------------- | ------------------------------- | ----------------------------------------------------------------- |
| –48 kg            | Yolanda Soler Grajera · España     | Jana Perlberg · Alemania        | Laura Moise-Moricz · Rumania · Giovanna Tortora · Italia          |
| –52 kg            | Sharon Rendle Reino Unido          | Alessandra Giungi · Italia      | Nicole Flagothier · Bélgica · Marie-Claire Restoux · Francia      |
| –56 kg            | Jessica Gal · Países Bajos         | Mária Pekli · Hungría           | Magali Baton · Francia · Isabel Fernández Gutiérrez · España      |
| –61 kg            | Gella Vandecaveye · Bélgica        | Cathérine Fleury-Vachon Francia | Jennifer Gal · Países Bajos · Diane Bell · Reino Unido            |
| –66 kg            | Claudia Zwiers · Países Bajos      | Emanuela Pierantozzi · Italia   | Anja von Rekowski · Alemania · Helena Štusáková · República Checa |
| –72 kg            | Ulla Werbrouck · Bélgica           | Karin Kienhuis · Países Bajos   | Hannah Ertel · Alemania · Estha Essombe · Francia                 |
| +72 kg            | Angelique Seriese · Países Bajos   | Johanna Hagn · Alemania         | Svetlana Gundarenko · Rusia · Michelle Rogers · Reino Unido       |
| Categoría abierta | Monique van der Lee · Países Bajos | Donata Burgatta · Italia        | Simona Richter · Rumania · Irina Rodina · Rusia                   |

## Medallero
| Núm. | País            | Oro | Plata | Bronce | Total |
| ---- | --------------- | --- | ----- | ------ | ----- |
| 1    | Países Bajos    | 5   | 1     | 1      | 7     |
| 2    | Georgia         | 3   | 0     | 1      | 4     |
| 3    | Reino Unido     | 2   | 2     | 3      | 7     |
| 4    | Bélgica         | 2   | 0     | 2      | 4     |
| 5    | Francia         | 1   | 1     | 7      | 9     |
| 6    | España          | 1   | 0     | 1      | 2     |
| 6    | Polonia         | 1   | 0     | 1      | 2     |
| 8    | Estonia         | 1   | 0     | 0      | 1     |
| 9    | Italia          | 0   | 3     | 2      | 5     |
| 10   | Rusia           | 0   | 2     | 4      | 6     |
| 11   | Alemania        | 0   | 2     | 3      | 5     |
| 12   | Austria         | 0   | 1     | 2      | 3     |
| 13   | Turquía         | 0   | 1     | 1      | 2     |
| 14   | Hungría         | 0   | 1     | 0      | 1     |
| 14   | Moldavia        | 0   | 1     | 0      | 1     |
| 14   | Portugal        | 0   | 1     | 0      | 1     |
| 17   | Rumania         | 0   | 0     | 2      | 2     |
| 18   | República Checa | 0   | 0     | 1      | 1     |
| 18   | Ucrania         | 0   | 0     | 1      | 1     |
|      | TOTAL           | 16  | 16    | 32     | 64    |